# Šilalė
Šilalė è una città della Lituania, situata nella contea di Tauragė. Essa è inoltre il capoluogo del comune distrettuale di Šilalė.